# Mi amiga del parque
Mi amiga del parque es una película argentino-uruguaya de 2015 escrita, dirigida, producida y protagonizada por Ana Katz y Julieta Zylberberg.

## Argumento
La huida de un bar sin pagar es la primera aventura que emprenden Liz (34, madre reciente de Nicanor) y Rosa (35, madre supuesta de Clarisa). Sin embargo, esa alianza entre puérperas —que prometía ser liberadora— acaba volviéndose peligrosa.

## Reparto
Intervinieron en el filme los siguientes intérpretes:
- Ana Katz como Rosa.
- Julieta Zylberberg como Liz.
- Daniel Hendler como Gustavo.
- Maricel Álvarez como Renata.
- Mirella Pascual como Yazmina.
- Malena Figó como Cora.
- Marcos Montes

## Producción
La película fue filmada en el otoño de 2014 en Montevideo, Uruguay, más precisamente en el parque Rodó y en el Jardín Botánico del barrio Prado. Sobre su elección de la locación, la directora Ana Katz comentó: «La densidad poblacional y edilicia de Buenos Aires es distinta, y es difícil encontrar un parque vacío en otoño». Después de filmar en Montevideo, el rodaje se trasladó a Buenos Aires.

## Premios y nominaciones

### Premios Sur
La décima edición de los Premios Sur se llevó a cabo el 24 de noviembre de 2015.
| Año  | Categoría               | Nominado                 | Resultado |
| ---- | ----------------------- | ------------------------ | --------- |
| 2015 | Mejor actriz            | Julieta Zylberberg       | Nominado  |
| 2015 | Mejor actriz de reparto | Maricel Álvarez          | Ganador   |
| 2015 | Mejor actriz revelación | Malena Figó              | Nominado  |
| 2015 | Mejor guion original    | Inés Bortagaray Ana Katz | Nominado  |

### Premios Cóndor de Plata
La 64.ª edición de los Premios Cóndor de Plata se llevará a cabo en junio de 2016.
| Año  | Categoría               | Nominado                 | Resultado |
| ---- | ----------------------- | ------------------------ | --------- |
| 2016 | Mejor película          | Ana Katz                 | Nominado  |
| 2016 | Mejor director          | Ana Katz                 | Nominado  |
| 2016 | Mejor actriz            | Julieta Zylberberg       | Nominado  |
| 2016 | Mejor actriz de reparto | Maricel Álvarez          | Nominado  |
| 2016 | Mejor actriz de reparto | Ana Katz                 | Nominado  |
| 2016 | Mejor guion original    | Ana Katz Inés Bortagaray | Ganador   |